# Gustav Alfred Jepsen
Gustav Alfred Jepsen (1. oktober 1908, Gammel Haderslev sogn – 26. juni 1947) var en dansk nazist, medlem af SS og stedfortræder for kommandanten i kz-lejren Wilhelmshaven (Alter Banter Weg). Han blev dømt til døden i 1947 for krigsforbrydelser.

## Ungdom
Gustav Alfred Jepsen blev født i Haderslev, som dengang var en del af Tyskland, men efter Slesvigs deling i 1920 blev han dansk statsborger. Hans modersmål var dansk. Han var et såkaldt uægtebarn, søn af ugifte Magdalene Jensen, faren hed Iver Jepsen.
Han meldte sig som frivillig i den tyske værnemagt, og senere meldte han sig ind i SS. I 1944 blev han udnævnt til Sturmmann, en rang der svarer til konstabel. Desuden skulle han fungere som Blockführer og stedfortræder for kommandanten for KZ-lejren på Alter Banter Weg uden for Wilhemshaven, som var en underlejr af Neuengamme. Det var under udførelsen af dette hverv, at Alfred Jepsen begik alvorlige krigsforbrydelser.

## Krigsforbrydelser
Alfred Jepsen fungerede som højtstående vagt ved kz-lejren i Wilhelmshaven (Alter Banter Weg). Han blev berygtet blandt fangerne for sin sadistiske opførsel, der indbefattede både tortur og summariske henrettelser.
Blandt andet tævede han en fransk fange ved navn Toussaint halvt ihjel og beordrede ham dagen efter til hårdt, fysisk arbejde. Midt om vinteren kastede han også fanger ud i en lille dam, der lå i lejren. Hvis fangerne prøvede at kravle op, sparkede han dem ned i vandet igen. Det forårsagede bl.a. Victor Blitz' død. Han var en ungarsk jøde. To andre døde af også af lungebetændelse, efter at Alfred Jepsen havde beordret dem til at stå nøgne ude i kulden .
Den 15. december 1944 ankom en transport af ungarske jøder til lejren. Alfred Jepsen lod dem stå flere timer udendørs om natten, inden de blev tildelt barakker. Det førte til, at en fange døde af kulde.
En anden fange, en polsk jøde ved navn Lenz, som var havnet i sygebarakken, havde en nat sneget sig ind i køkkenet for at finde noget mad. Men han blev opdaget og ført ind til Alfred Jepsen i lazarettet. Vidner fortæller, at de hørte forfærdelige skrig. Næste morgen fandt de Lenz hængende bundet til et trækors. Han var sandsynligvis blevet hængt op i live, men døde af det.
Han var leder af en enhed, der stod for opsynet med transporten af syge fanger, som 2. april 1945 skulle flyttes fra Wilhelmshaven (Alter Banter Weg) til Neuengamme for sandsynligvis at ende i udryddelseslejren Bergen-Belsen.
Transporten bestod af mindst 390 syge fanger, fortrinsvis franske, russiske, polske, jugoslaviske, belgiske krigsfanger foruden enkelte allierede krigsfanger og ungarske jøder. Men den 7. april blev toget med transporten angrebet af amerikanske bombefly ved en station nær Lüneburg. Her døde omkring 200 fanger. Umiddelbart efter, mellem den 7. og 11. april, ledede Jepsen henrettelsen af de overlevende fanger, som blev begravet i en massegrav i Lüneburg Tiergarten.
Efter Jepsens eget udsagn skete henrettelsen, fordi de britiske tropper nærmede sig, og de måtte ikke opdage fangernes svækkede tilstand. Vidner beskrev ved retssagen efter krigen, hvordan fangerne blev skudt i hovedet og derefter slæbt ind i det skovrige område med massegraven.
Massegraven blev åbnet og undersøgt af læger under ledelse af en fransk officer. Lægernes undersøgelser bekræftede vidnernes udsagn.

## Retsopgøret
Efter krigens afslutning flygtede Alfred Jepsen til Danmark. Her blev han indsat i Fårhuslejren, den tidligere Frøslevlejr. Her blev Jepsen udsat for tortur ifølge hans videnudsagn under den senere retssag. Vagterne have slået ham to gange daglig seks uger i træk.
Da en britisk krigsforbryderdomstol i januar 1946 begærede ham udleveret til retsforfølgelse, tøvede de danske myndigheder. De undskyldte sig med, at Alfred Jepsen i Danmark stod tiltalt for medlemskab af SS, og at sagen mod ham kunne forfølges her. Men den britiske undersøgelse mod Jepsen fortsatte, og snart blev omfanget af Jepsen forbrydelser klart. De danske myndigheder indvilligede i at udlevere Jepsen til retsforfølgelse ved et krigsforbrydertribunal i Tyskland, hvis han blev tilbageleveret til videre retsforfølgelse i Danmark.
Ved en domstol i Lüneburg blev Alfred Jepsen 16. januar 1946 dømt til livsvarigt fængsel for sin rolle i henrettelsen af fanger fra sygetransporten. Ydermere blev han 4. februar 1947 dømt til døden ved hængning af den britiske Military Court for the Trial of War Criminals i Hamborg for sine forbrydelser som stedfortrædende kommandant i koncentrationslejren i Wilhelmshaven.
Efter dommene opgav Danmark sin begæring om at få Jepsen udleveret til yderligere rettergang i Danmark. Ikke engang som udlån til danske domstole som vidne mod andre danske SS-medlemmer ville de danske myndigheder bruge ham.
Han blev hængt 26. juni 1947 i den tyske by Minden.
Akterne om sagen mod Gustav Alfred Jepsen, som ellers skulle ligge i Justitsministeriets arkiv, er forsvundet derfra.

## Arv
Gustav Alfred Jepsen er et familiemedlem til tidligere PET chef Hans Jørgen Bonnichsen, som i sit foredrag Mennesket i ondskaben, bl.a har taget udgangspunkt i historien om Gustav Alfred Jepsen.